# Andryala pinnatifida
Espèce
Classification phylogénétique
Synonymes
- Andryala bourgeaui  Sch.Bip.[1]

Andryala pinnatifida est une espèce de plante à fleurs de la famille des Asteraceae et du genre Andryala.

## Description
Andryala pinnatifida a des feuilles, assez variables, puisqu'elles peuvent aller de sinuadopennées à subentériques, mais dont les bords ne sont pas ondulés-croquants. Les fleurs sont jaune vif.

## Répartition
Andryala pinnatifida est une espèce endémique des îles Canaries.

## Taxonomie
Sous-espèces
- Andryala pinnatifida subsp. antonii (Maire) Dobignard
- Andryala pinnatifida subsp. ducellieri (Batt.) Greuter
- Andryala pinnatifida subsp. jahandiezii (Maire) Greuter
- Andryala pinnatifida subsp. maroccana (Maire) Greuter
- Andryala pinnatifida subsp. mogadorensis (Coss. ex Hook.f.) Greuter
- Andryala pinnatifida subsp. preauxiana (Sch.Bip.) G.Kunkel
- Andryala pinnatifida subsp. teydensis (Sch.Bip.) Rivas Mart. & al.
- Andryala pinnatifida subsp. webbii (Sch.Bip. ex Christ) G.Kunkel

## Écologie
Elle est une plante hôte de la chenille de Crombrugghia laetus.